# Cá may
Cá may (tên khoa học Gyrinocheilus aymonieri) là một loài cá nước ngọt có nguồn gốc bản địa hầu hết của Đông Nam Á. Nó được xem như một loài cá thực phẩm địa phương và cho thị trường cá cảnh, được nhập khẩu đầu tiên vào Đức năm 1956.
G. aymonieri được tìm thấy tại lưu vực sông Chao Phraya, phía Bắc bán đảo Malay, lưu vực sông Mekong (Campuchia, khu vực tỉnh Vân Nam ở Trung Quốc, Lào và Thái Lan), Mae Klong và lưu vực sông Xe Bang Fai. Nó thường được nhìn thấy trong lớn sông, thỉnh thoảng vào các khu vực bị ngập lụt. Chúng dành phần lớn thời gian của chúng trên các bề mặt phẳng, chẳng hạn như đá, trong dòng nước chảy, sử dụng miệng hình thành bất thường của nó để tự gắn vào đá trong dòng chảy mạnh.